# Asplenium onopteris
Asplenium onopteris é uma espécie de pteridófito pertencente à família Aspleniaceae da ordem Polypodiales. A espécie tem distribuição natural na região mediterrânica e nas zonas costeiras da Europa Ocidental.

## Descrição
É difícil identificar em comparação com a espécie Asplenium adiantum-nigrum. A principal diferença é que A. onopteris é diplóide e é um dos dois progenitores da espécie tetraplóide A. adiantum-nigrum (o outro é o diplóide Adiantum cuneifolium). Em observação através de um microscópio óptico, a diferença observável mais consistente entre A. onopteris e A. adiantum-nigrum é que os esporos da primeira das espécies têm um diâmetro médio de 28 μm e são quase todos menores que 31 μm, enquanto os de A. adiantum-nigrum têm um diâmetro médio de 34 μm e são quase todos maiores que 31 μm. Os folíolos dos espécimes típicos A. onopteris são mais estreitos em relação ao seu comprimento do que os de A. adiantum-nigrum, mas este não é um meio confiável de identificação.
A espécie Asplenium onopteris ocorre ao longo das regiões costeiras de todo o Mar Mediterrâneo, incluindo o norte da África e a Península Ibérica. Existem populações isoladas no noroeste europeu e costas do Báltico, nomeadamente na Irlanda e Polónia.

## Referêcias
1. ↑  «BSBI List 2007» (xls). Botanical Society of Britain and Ireland. Consultado em 17 de outubro de 2014. Cópia arquivada em 25 de janeiro de 2015
2. ↑  «Asplenium onopteris (Irish Spleenwort)» (PDF). Consultado em 22 de fevereiro de 2012